# Parker Hannifin
Parker Hannifin Corporation (NYSE: PH) é uma empresa estadunidense fundada em 1918 (sede em Cleveland) que atua no ramo da engenharia mecânica e produz, entre outros, sistemas de movimento e controle.
Os produtos da empresa se aplicam a praticamente tudo que se move ou precisa de controle, incluindo a fabricação e processamento de matérias-primas, bens duráveis, desenvolvimento de infra-estruturas ou transporte.
Suas ações são cotadas e comercializadas na Bolsa de Valores de Nova Iorque (sob a rubrica "PH", índice S&P 500).
Parker No Brasil:
A empresa se instalou em São Paulo, iniciando suas atividades nos anos 70, especialmente no ramo de vedações industriais.
Teve sua primeira Parker Store no Brasil Inaugurada em 1996 na cidade de Diadema em São Paulo.